# Communauté de communes du Confolentais
La Communauté de communes du Confolentais est une ancienne communauté de communes française, située dans le département de la Charente et le pays de Charente Limousine.

## Historique
La Communauté de communes du Confolentais a vu le jour le 1er janvier 1995.
Elle fusionne le 1er janvier 2017 avec la Communauté de communes de Haute-Charente pour former la nouvelle Communauté de communes de Charente Limousine.

## Administration
- Régime fiscal (au 01/01/2006) : fiscalité additionnelle.

### Liste des présidents
| Période | Période       | Identité       | Étiquette | Qualité                                                                                     |
| ------- | ------------- | -------------- | --------- | ------------------------------------------------------------------------------------------- |
| ?       | décembre 2014 | Guy Traumat    | PS        | Maire d'Esse (1977-2014)                                                                    |
| 2014    | décembre 2016 | Philippe Bouty | DVG ex-PS | Conseiller départemental du Canton de Charente-Vienne Premier adjoint au maire de Confolens |

### Siège
8, rue Fontaine des Jardins, 16500 Confolens.

## Composition
Elle regroupait 25 communes au 1er janvier 2016 :
| Nom                     | Code Insee | Gentilé               | Superficie (km2) | Population (dernière pop. légale) | Densité (hab./km2) |
| ----------------------- | ---------- | --------------------- | ---------------- | --------------------------------- | ------------------ |
| Confolens (siège)       | 16106      | Confolentais          | 23,63            | 2 670 (2017)                      | 113                |
| Abzac                   | 16001      | Abzacais              | 33,35            | 483 (2014)                        | 14                 |
| Alloue                  | 16007      | Allousiens            | 46,54            | 492 (2014)                        | 11                 |
| Ambernac                | 16009      | Ambernacois           | 30,05            | 372 (2014)                        | 12                 |
| Ansac-sur-Vienne        | 16016      | Ansacois              | 30,79            | 847 (2014)                        | 28                 |
| Benest                  | 16038      | Benestois             | 21,10            | 328 (2014)                        | 16                 |
| Brillac                 | 16065      | Brillachons           | 42,41            | 681 (2014)                        | 16                 |
| Champagne-Mouton        | 16076      | Champenois            | 22,59            | 923 (2014)                        | 41                 |
| Chassiecq               | 16087      | Chassiecquois         | 13,06            | 161 (2014)                        | 12                 |
| Épenède                 | 16128      | Épenédois             | 15,62            | 218 (2014)                        | 14                 |
| Esse                    | 16131      | Essois                | 30,37            | 510 (2014)                        | 17                 |
| Hiesse                  | 16164      | Hiessois              | 24,75            | 242 (2014)                        | 9,8                |
| Le Bouchage             | 16054      | Boucharants           | 16,43            | 154 (2014)                        | 9,4                |
| Le Vieux-Cérier         | 16403      | Vixérois              | 9,65             | 133 (2014)                        | 14                 |
| Lessac                  | 16181      | Lessacois             | 34,14            | 557 (2014)                        | 16                 |
| Lesterps                | 16182      | Lesterrois            | 36,03            | 491 (2014)                        | 14                 |
| Manot                   | 16205      | Manotais              | 20,34            | 589 (2014)                        | 29                 |
| Montrollet              | 16231      | Montrolletois         | 22,22            | 307 (2014)                        | 14                 |
| Oradour-Fanais          | 16249      | Radounaux             | 26,41            | 388 (2014)                        | 15                 |
| Pleuville               | 16264      | Pleuvillois           | 33,63            | 360 (2014)                        | 11                 |
| Saint-Christophe        | 16306      | Saint-Christophoriens | 23,65            | 357 (2014)                        | 15                 |
| Saint-Coutant           | 16310      | Saint-Coutantais      | 19,40            | 223 (2014)                        | 11                 |
| Saint-Maurice-des-Lions | 16337      | Saint-Mauriçois       | 50,08            | 911 (2014)                        | 18                 |
| Turgon                  | 16389      | Turgonnais            | 7,26             | 86 (2014)                         | 12                 |
| Vieux-Ruffec            | 16404      | Vieux-Ruffecois       | 12,75            | 112 (2014)                        | 8,8                |

## Compétences
Nombre total de compétences exercées en 2016 : 20.
Ses compétences sont principalement :
- l’aménagement de l’espace
- les actions de développement économique d’intérêt communautaire
- la politique du logement et du cadre de vie
- la protection et la mise en valeur de l’environnement.

Elle intervient également dans le soutien des activités culturelles nombreuses sur le territoire :
- le Festival mondial de Folklore de Confolens
- la « Maison du Comédien Maria Casarès » à Alloue
- les spectacles scolaires
- l’été actif dans le Confolentais.

La CDC développe également ses propres actions d’animations culturelles, par l’ouverture tout l’été de sa piscine communautaire, la diffusion toute l’année de spectacles en visio-diffusion dans son superbe amphithéâtre situé dans son siège social, ainsi que le soutien aux manifestations qui ont lieu toute l’année dans le château de Saint-Germain.
La CDC du Confolentais soutient la promotion touristique de son territoire par l’édition de cartes de randonnées, ainsi que par la réalisation d’un inventaire de son petit patrimoine, si particulier aux charmes du terroir de Charente limousine.

## Inventaire du patrimoine culturel
L'inventaire de la Communauté de communes du Confolentais a été conduit entre 2002 et 2006 conjointement par la Communauté de communes et le Service régional de l'inventaire. L'enquête a porté sur les édifices bâtis des vingt-six communes du territoire jusqu'aux années 1950 incluses, ainsi que sur les objets mobiliers des édifices publics non gardés (églises, mairies, sous-préfecture de Confolens) et sur l'environnement paysager. Dès le début de l'enquête, l'étude des intérieurs des logements a été exclue.
Les données de l'inventaire sont aujourd'hui consultables sous la forme d'un dossier électronique à la Communauté de communes, au centre de documentation du Service régional de l'inventaire et à la bibliothèque de Confolens, où est également disponible une version imprimée de tous les dossiers d'inventaire de la commune. Elles sont aussi consultables en ligne depuis 2008.